# Hötjärnen (Svärdsjö socken, Dalarna)
Hötjärnen är en sjö i Falu kommun i Dalarna och ingår i Gavleåns huvudavrinningsområde. Sjön har en area på 0,0529 kvadratkilometer och ligger 373 meter över havet. Sjön avvattnas av vattendraget Gavleån.

## Delavrinningsområde
Hötjärnen ingår i det delavrinningsområde (675532-150520) som SMHI kallar för Inloppet i Hyn. Medelhöjden är 391 meter över havet och ytan är 7,35 kvadratkilometer. Det finns inga avrinningsområden uppströms utan avrinningsområdet är högsta punkten. Avrinningsområdets utflöde Gavleån mynnar i havet. Avrinningsområdet består mestadels av skog (83 procent) och sankmarker (12 procent). Avrinningsområdet har 0,06 kvadratkilometer vattenytor vilket ger det en sjöprocent på 0,8 procent.